# جون بالدوين (ملاكم)
جون بالدوين (بالإنجليزية: John Baldwin)‏ هو ملاكم محترف أمريكي بدأ مسيرته الاحترافية سنة 1970. شارك في دورة الألعاب الأولمبية الصيفية سنة 1968 وحقق الميدالية البرونزية فيها.

## الميداليات
| الميدالية | المسابقة                       |
| --------- | ------------------------------ |
| برونزية   | الألعاب الأولمبية الصيفية 1968 |

## روابط خارجية
- جون بالدوين على موقع بوكس ريك (الإنجليزية) (registration required)
- جون بالدوين على موقع أوليمبيديا (الإنجليزية)